# Muscolo piriforme
Il muscolo piriforme (musculus piriformis) presenta una forma triangolare. Unisce la superficie interna (o faccia pelvica) dell'osso sacro al femore ed è classificato tra i muscoli esterni dell'anca.

## Origine e inserzione
Origina dalla faccia pelvica dell'osso sacro, nella regione posta a lato del secondo, terzo e quarto foro sacrale anteriore, e dal margine della grande incisura ischiatica. I fasci muscolari, dopo essere usciti dalle piccole pelvi attraverso il grande foro ischiatico (delimitato dal legamento sacrotuberoso e, sull'osso coxale dal margine osseo compreso tra la spina iliaca postero-inferiore e la spina ischiatica), si inserisce all'estremità superiore della superficie interna del grande trocantere del femore.

## Azione
- È un abduttore dell'anca. La sua azione è massima a 60° di flessione di anca quando perde le sue componenti di rotazione che sono: rotazione esterna prima dei 60°, rotazione interna dopo i 60° di flessione. Facendo punto fisso sul femore inclina controlateralmente il bacino e lo porta in retroversione.
- Stabilizzazione dell'articolazione dell'anca.

## Innervazione
Il muscolo piriforme è innervato da un ramo del plesso sacrale (L5, S1 e S2).

## Patologia
Il muscolo piriforme a causa del suo stretto contatto con il nervo sciatico in alcuni soggetti può dare sciatalgia similmente all'ernia del disco a causa di un suo accorciamento o eccessivo allungamento. In tali casi, si parla di sindrome del piriforme.